# Parton (fizyka)
Parton (z ang. part – część) – cząstka elementarna będąca składnikiem hadronów (mezonów i barionów). Pojęcie wprowadzone w roku 1969 przez Richarda Feynmana do opisu wysokoenergetycznych zderzeń hadronów. Współcześnie traktowane często jako zbiorcza nazwa dla kwarków i gluonów, ale stosowane jest ono wyłącznie w kontekście analizy wysokoenergetycznych zderzeń hadronów i rozpraszania głęboko nieelastycznego.

## Historia
W roku 1968 Feynman zainteresował się ponownie fizyką oddziaływań silnych. Próbując zrozumieć zjawiska zachodzące podczas zderzeń hadronów stworzył prosty model, w którym hadrony złożone były z punktowych cząstek i zauważył, że przy bardzo wysokich energiach zderzających się hadronów, ich składniki (partony) zachowują się jak cząstki swobodne, a zderzenie można w przybliżeniu opisać jak zderzenie dwóch partonów, z których każdy niesie pewną część pędu „swojego” hadronu. Dwa zderzające się partony ulegają rozproszeniu, zaś reszta kontynuuje swój ruch. Używając tego prostego modelu Feynman był w stanie wyliczyć pewne własności stanów końcowych w takich zderzeniach.
Latem 1968 roku Feynman odwiedził Stanford Linear Accelerator Center (SLAC), gdzie kilka miesięcy wcześniej uruchomiono największy na świecie akcelerator liniowy elektronów i używano go do badań rozpraszania elektronów na protonach przy wysokich energiach. Zaprezentowano mu tam pierwsze wyniki tych eksperymentów, pokazujące zjawisko nazwane „skalowaniem” – częstsze od oczekiwanego pojawianie się rozproszonych elektronów z dużym pędem poprzecznym w stosunku do kierunku lotu wiązki. Feynman doznał wówczas olśnienia, zrozumiał, że jego model partonowy stosuje się również do zderzeń elektron-hadron (elektron zderza się wówczas z jednym z partonów) i przewiduje zależność przekroju czynnego od pędu poprzecznego zgodną z zaobserwowaną w eksperymencie.
Zachęcony tym sukcesem Feynman dopracował swój model i opublikował go w roku 1969. W pracach tych nie tylko przedstawił model partonów, ale wprowadził też ważny podział eksperymentów zderzeniowych na ekskluzywne, w których mierzone są energie i pędy wszystkich cząstek po reakcji, i inkluzywne, w których mierzy się tylko niektóre produkty. Pokazał, jak wyniki eksperymentów inkluzywnych mogą być użyte do uzyskania informacji o budowie hadronów.
Należy zwrócić uwagę, że Feynman, tworząc model partonów, doskonale znał opublikowaną kilka lat wcześniej hipotezę kwarków Gell-Manna i Zweiga (opublikował nawet w roku 1964 wspólnie z nimi pracę na temat modelu kwarkowego). Całkowicie świadomie unikał jednak identyfikacji partonów z kwarkami, aby podkreślić, że jego rozważania mają charakter ogólny, niezależny od natury partonów ani teorii opisującej ich oddziaływania. Ponadto formalnie partonem dla Feynmana była każda cząstka (także wirtualna), która może „znaleźć się” w protonie, a więc także na przykład foton czy elektron.
Przeprowadzone w początkach lat 70. XX wieku eksperymenty rozproszeniowe potwierdziły istnienie punktowych cząstek (partonów) w hadronach, zmierzyły ładunki elektryczne naładowanych partonów, które okazały się zgodne z przewidywanymi przez Gell-Manna ładunkami kwarków i stwierdziły, że około połowa pędu protonu niesiona jest przez obojętne elektrycznie partony, zidentyfikowane z gluonami.